# Présentateurs du Concours Eurovision de la chanson junior

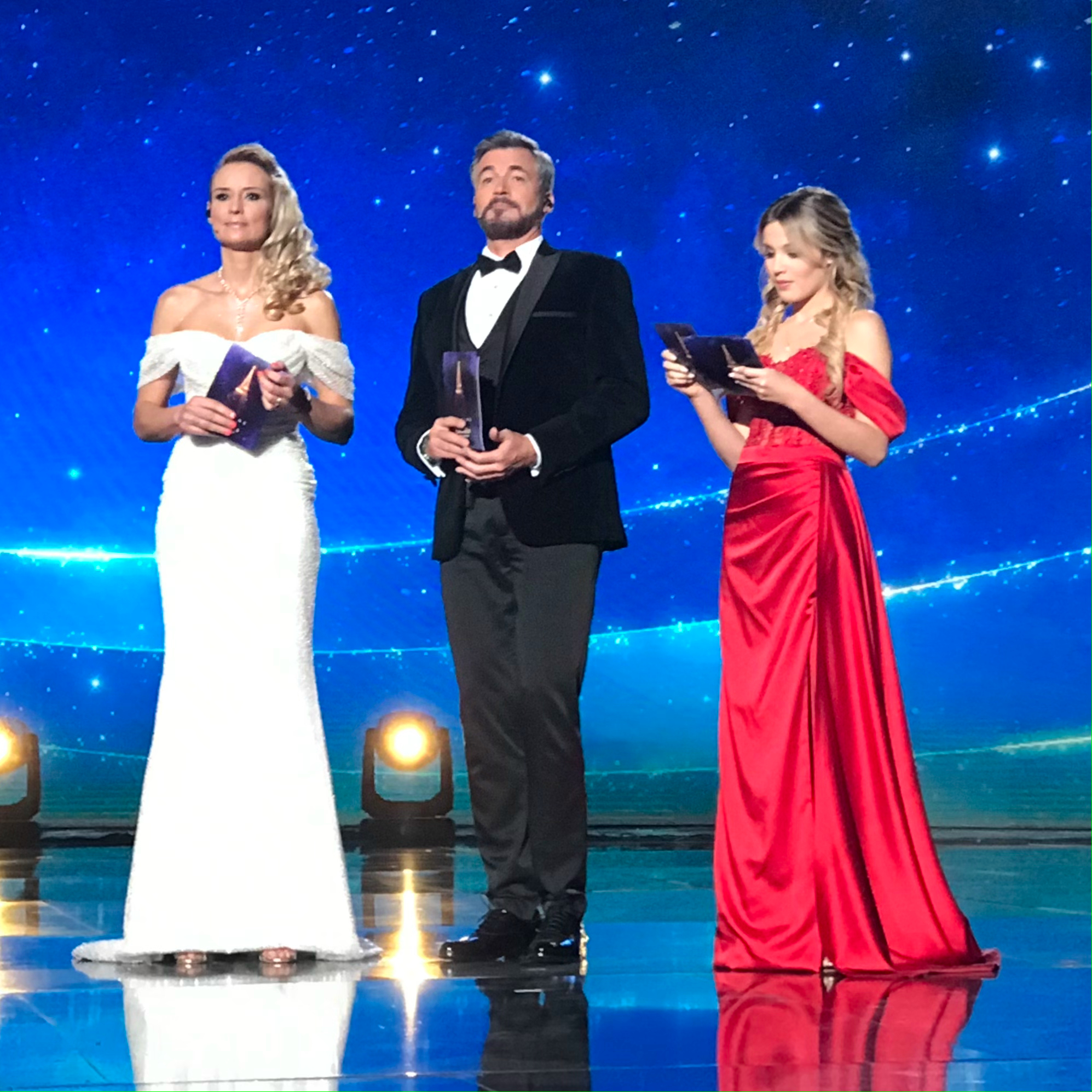
Présentateurs du Concours 2021, de gauche à droite : Élodie Gossuin, Olivier Minne et Carla Lazzari.

Le Concours Eurovision de la chanson junior (Junior Eurovision Song Contest ou JESC en anglais) est un concours annuel de chansons organisé par l'UER depuis 2003 et ouvert uniquement aux pays membres actifs de l'UER.
Cette page contient une liste de personnes qui ont agi en tant que présentateurs du concours.
Le concours est le plus souvent animé par deux présentateurs. Cependant, il y avait trois présentateurs en 2009 et de 2018 à 2021, quatre présentateurs en 2022 et un seul présentateur entre 2014 et 2015. Kim-Lian van der Meij (Pays-Bas), Timur Miroshnychenko (Ukraine), Ida Nowakowska (Pologne), et Olivier Minne (France) ont été les seuls présentateurs à avoir animé le concours à deux reprises : Kim-Lian en 2007 et 2012, Miroshnychenko en 2009 et 2013, Nowakowska en 2019 et 2020, et Minne en 2021 et 2023.

## Présentateurs
| Années | Présentateur(s)                                                    | Ref.   |
| ------ | ------------------------------------------------------------------ | ------ |
| 2003   | Camilla Ottesen et Remee                                           | [ 2 ]  |
| 2004   | Stian Barsnes Simonsen et Nadia Hasnaoui                           | [ 3 ]  |
| 2005   | Marcel Vanthilt et Maureen Louys                                   | [ 4 ]  |
| 2006   | Andreea Marin Bănică et Ioana Ivan                                 | [ 5 ]  |
| 2007   | Sipke Jan Bousema et Kim-Lian van der Meij                         | [ 6 ]  |
| 2008   | Alex Michael et Sophia Paraskeva                                   | [ 7 ]  |
| 2009   | Ani Lorak, Timur Miroshnychenko et Dmytro Borodin (green room)     | [ 8 ]  |
| 2010   | Leila Ismailava et Denis Kourian                                   | [ 9 ]  |
| 2011   | Gohar Gasparyan et Avet Barseghyan                                 | [ 10 ] |
| 2012   | Kim-Lian van der Meij et Ewout Genemans                            | [ 11 ] |
| 2013   | Timur Miroshnychenko et Zlata Ognevich                             | [ 12 ] |
| 2014   | Moira Delia                                                        | [ 13 ] |
| 2015   | Poli Genova                                                        | [ 14 ] |
| 2016   | Ben Camille et Valerie Vella                                       | [ 15 ] |
| 2017   | Helen Kalandadze et Lizi Japaridze                                 | [ 16 ] |
| 2018   | Evgeny Perlin, Zinaida Kupriyanovich et Helena Meraai (green room) | [ 17 ] |
| 2019   | Ida Nowakowska, Aleksander Sikora et Roksana Węgiel                | [ 18 ] |
| 2020   | Ida Nowakowska, Rafał Brzozowski et Małgorzata Tomaszewska         | [ 19 ] |
| 2021   | Carla Lazzari, Élodie Gossuin et Olivier Minne                     | [ 20 ] |
| 2022   | Iveta Mukuchyan, Garik Papoyan, Karina Ignatyan et Robin the Robot | [ 21 ] |
| 2023   | Olivier Minne, Laury Thilleman et Ophenya                          | [ 22 ] |
| 2024   | Ruth Lorenzo, Marc Clotet et Melani García                         | [ 23 ] |

### Présentateurs de la cérémonie d'ouverture
| Années | Présentateur(s)                            | Ref.   |
| ------ | ------------------------------------------ | ------ |
| 2007   | Sipke Jan Bousema et Kim-Lian van der Meij |        |
| 2012   | Ewout Genemans et Kim-Lian van der Meij    |        |
| 2013   | Timur Miroshnychenko et Elizabeth Arfush   |        |
| 2014   | Gianni Zammit                              | [ 24 ] |
| 2015   | Joanna Dragneva                            | [ 25 ] |
| 2016   | Taryn Mamo Cefai                           | [ 26 ] |
| 2017   | Liza Tsiklauri et Mariam Mamadashvili      |        |
| 2018   | Denis Dudinsky et Anna Kviloria            | [ 17 ] |
| 2019   | Agata Konarska et Mateusz Szymkowiak       | [ 27 ] |
| 2020   | Mateusz Szymkowiak                         | [ 28 ] |
| 2021   | Carla Lazzari                              |        |
| 2022   | Dalita, Hamlet Arakelyan et Aram Mp3       | [ 29 ] |
| 2023   | Carla Lazzari et Manon Théodet             | [ 30 ] |
| 2024   | Cérémonie d'ouverture privée               | [ 31 ] |

## Présentateurs qui sont également apparus à l'Eurovision
- Ani Lorak a représenté l'Ukraine au Concours Eurovision de la chanson 2008, terminant à la 2e place.
- Camilla Ottesen a présenté les résultats danois au Concours Eurovision de la chanson 2004 à Istanbul, en Turquie.
- Nadia Hasnaoui a co-animé le Concours Eurovision de la chanson 2010 à Oslo et a également présenté les résultats norvégiens au Concours Eurovision de la chanson 2011 et 2012.
- Maureen Louys a distribué les votes belges au Concours Eurovision de la chanson en 2007, 2009 et 2011.
- Remee a co-écrit la chanson Allemande pour le Concours Eurovision de la chanson 2008, "Disappear", interprétée par No Angels. Il a ensuite co-écrit "Should've Known Better", "The Way You Are", et "The Show", pour les candidatures danoises au Concours Eurovision de la chanson 2012, 2015 et 2022.
- Andreea Marin Bănică a présenté les votes roumains au Concours Eurovision de la Chanson en 2000, 2004, 2006, et 2007.
- Denis Kourian a été commentateur pour la Biélorussie au at the Concours Eurovision de la chanson et a présenté les points de la Biélorussie au Concours Eurovision de la chanson 2004.
- Leila Ismailava a présenté les votes biélorusses au Concours Eurovision de la chanson 2011.
- Avet Barseghyan a co-écrit la chanson arménienne pour le Concours Eurovision de la chanson 2017, Fly With Me, interprétée par Artsvik.
- Zlata Ognevich a représenté l'Ukraine au Concours Eurovision de la chanson 2013, terminant à la 3e place.
- Moira Delia a présenté les votes maltais au Concours Eurovision de la chanson 2006 et 2008.
- Poli Genova a représenté la Bulgarie au Concours Eurovision de la chanson 2011, étant éliminée en demi-finale et terminant à la 12e place. Elle a de nouveau représenté la Bulgarie au Concours Eurovision de la chanson 2016, terminant à la 4e place.
- Valerie Vella a présenté les votes maltais au Concours Eurovision de la chanson 2005.
- Ben Camille a présenté les votes maltais au Concours Eurovision de la chanson 2016 et 2019
- Timur Miroshnychenko a co-animé le Concours Eurovision de la chanson 2017 à Kiev et est le commentateur ukrainien de l'Eurovision depuis 2007.
- Zinaida Kupriyanovich a représenté la Biélorussie au Concours Eurovision de la chanson 2019 à Tel Aviv avec Like It.
- Rafał Brzozowski a représenté la Pologne au Concours Eurovision de la chanson 2021 à Rotterdam avec "The Ride"
- Ida Nowakowska a présenté les votes polonais au Concours Eurovision de la chanson en 2021 et 2022.
- Aleksander Sikora est le commentateur polonais de l'Eurovision depuis 2021.
- Élodie Gossuin a présenté les votes des Français au Concours Eurovision de la chanson en 2016, 2017, 2018 et 2022.
- Olivier Minne a présenté les votes français au Concours Eurovision de la chanson en 1992 et 1993, et a été le commentateur français entre 1995 et 1997.
- Carla Lazzari a présenté les votes des Français au Concours Eurovision de la chanson 2021.
- Iveta Mukuchyan a représenté l'Arménie au Concours Eurovision de la chanson 2016 à Stockholm avec LoveWave
- Ruth Lorenzo a représenté l'Espagne au Concours Eurovision de la chanson 2014 à Copenhague avec Dancing in the Rain

## Présentateurs qui ont déjà participé a l'Eurovision Junior
- Lizi Japaridze, a représenté la Géorgie au concours de 2014.
- Helena Meraai, a représenté la Biélorussie au concours de 2017.
- Roksana Węgiel, gagnante du concours 2018 représentant la Pologne.
- Carla Lazzari, a représenté France au concours de 2019.
- Karina Ignatyan, a représenté Arménie au concours de 2019.
- Melani García, a représenté l'Espagne au concours de 2019.

## Galerie

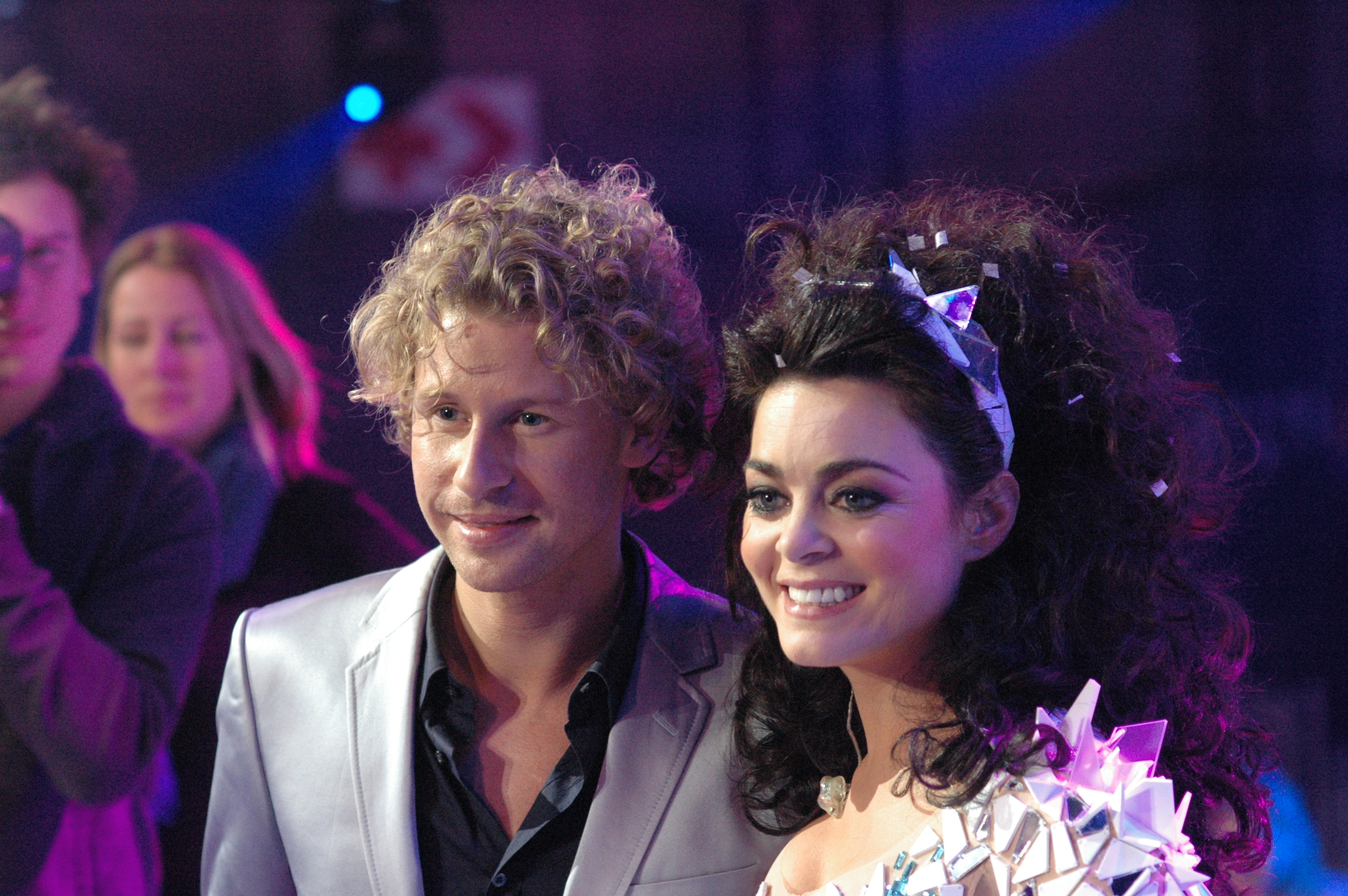
Ewout Genemans a co-animé le concours de 2012 aux côtés de la co-animatrice de 2007 Kim-Lian van der Meij.
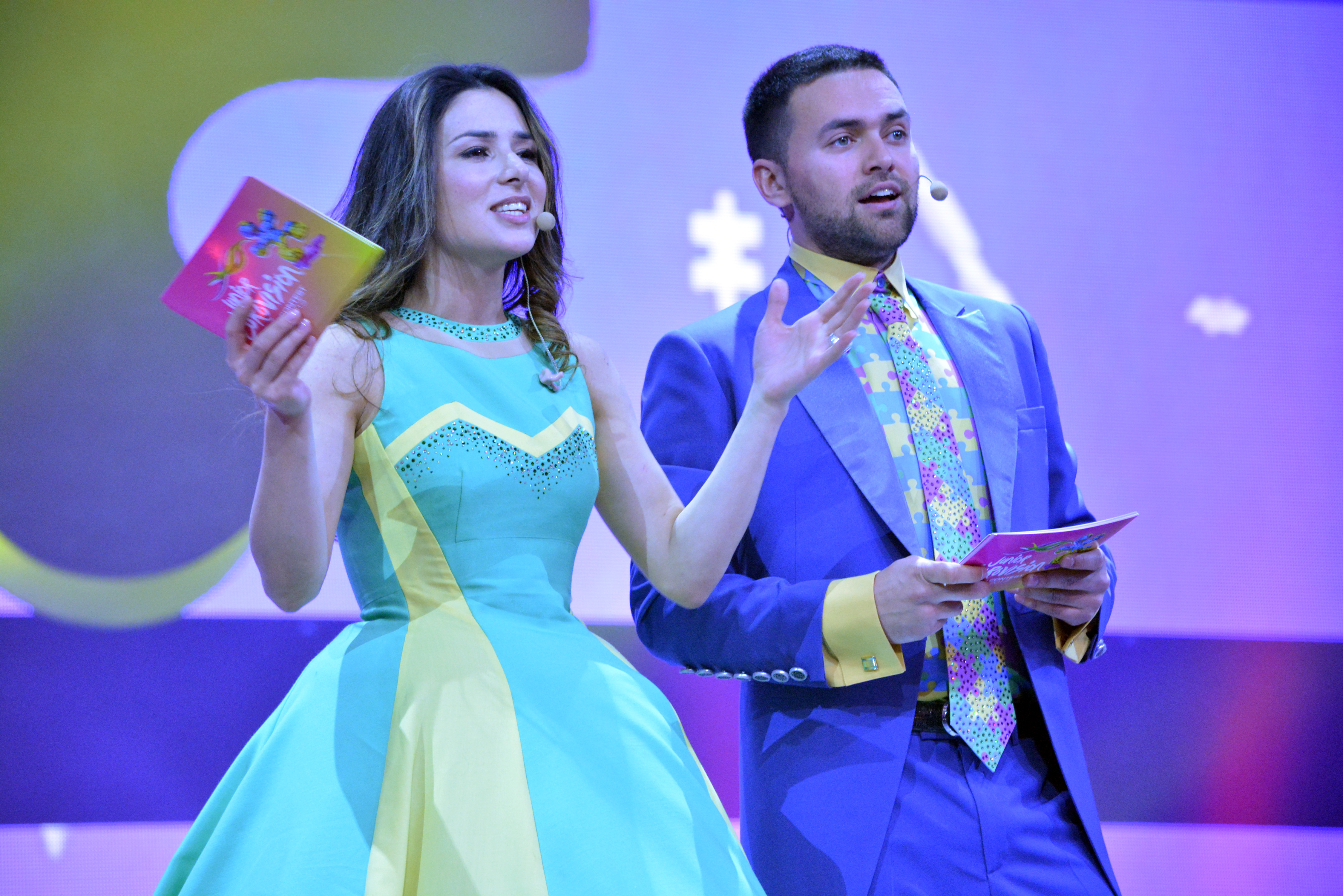
Zlata Ognevich a co-animé le concours en 2013 aux côtés du co-animateur de 2009 Timur Miroshnychenko.
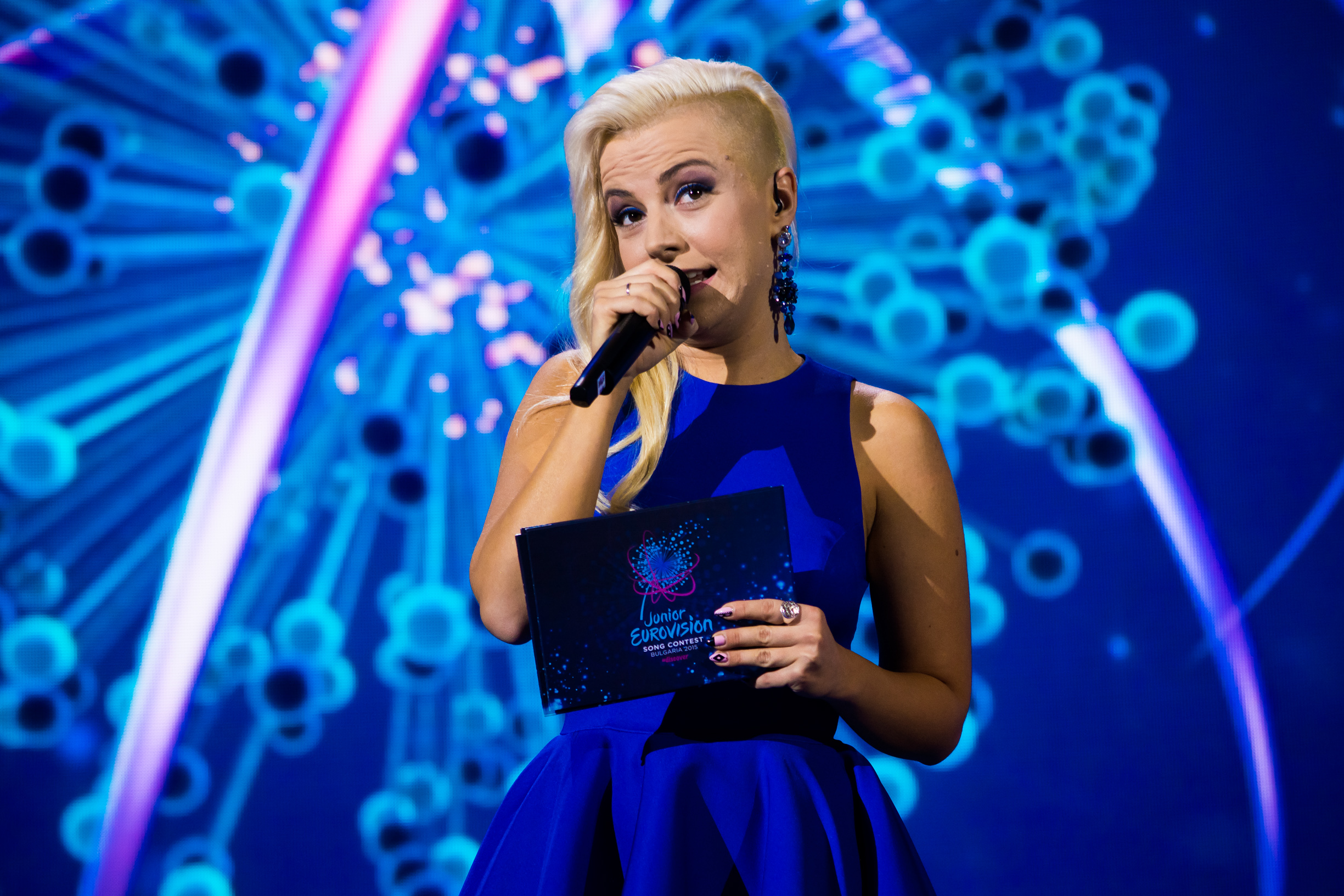
Hôtes 2015 : Poli Genova au concours
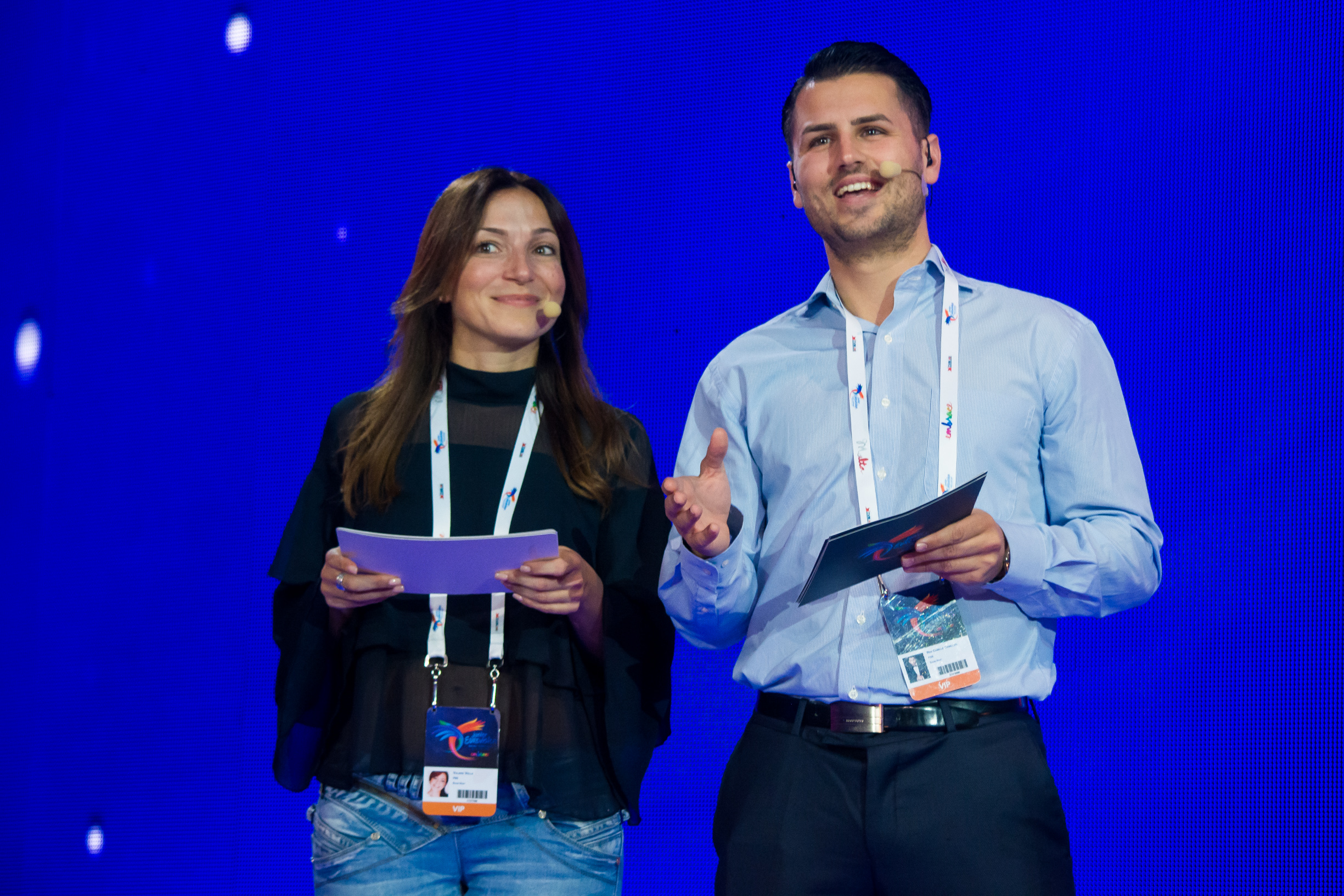
Hôtes 2016 : Ben Camille et Valérie Vella lors d'une répétition générale
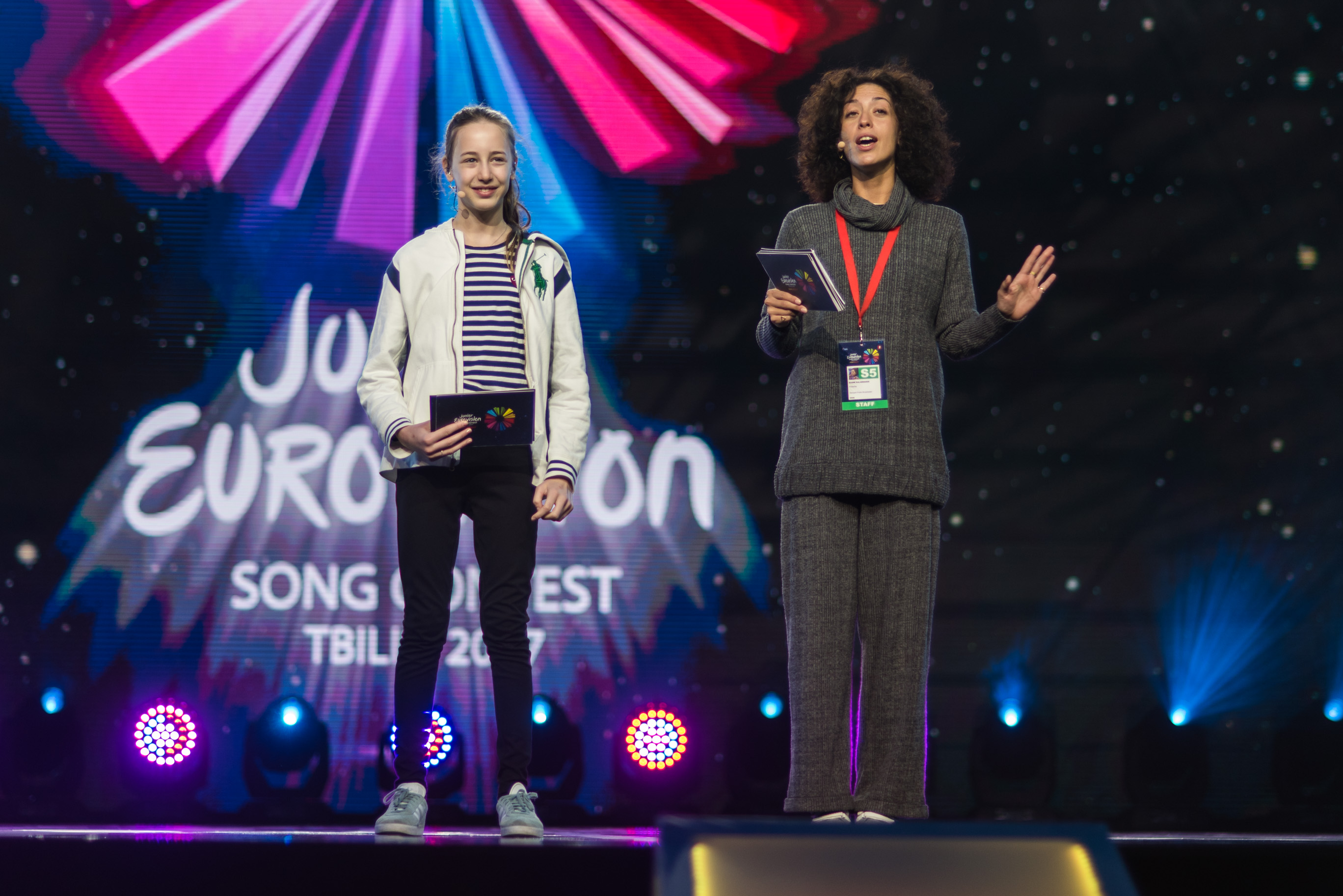
Hôtes 2017 : Lizi Japaridze et Helen Kalandadze lors d'une répétition générale
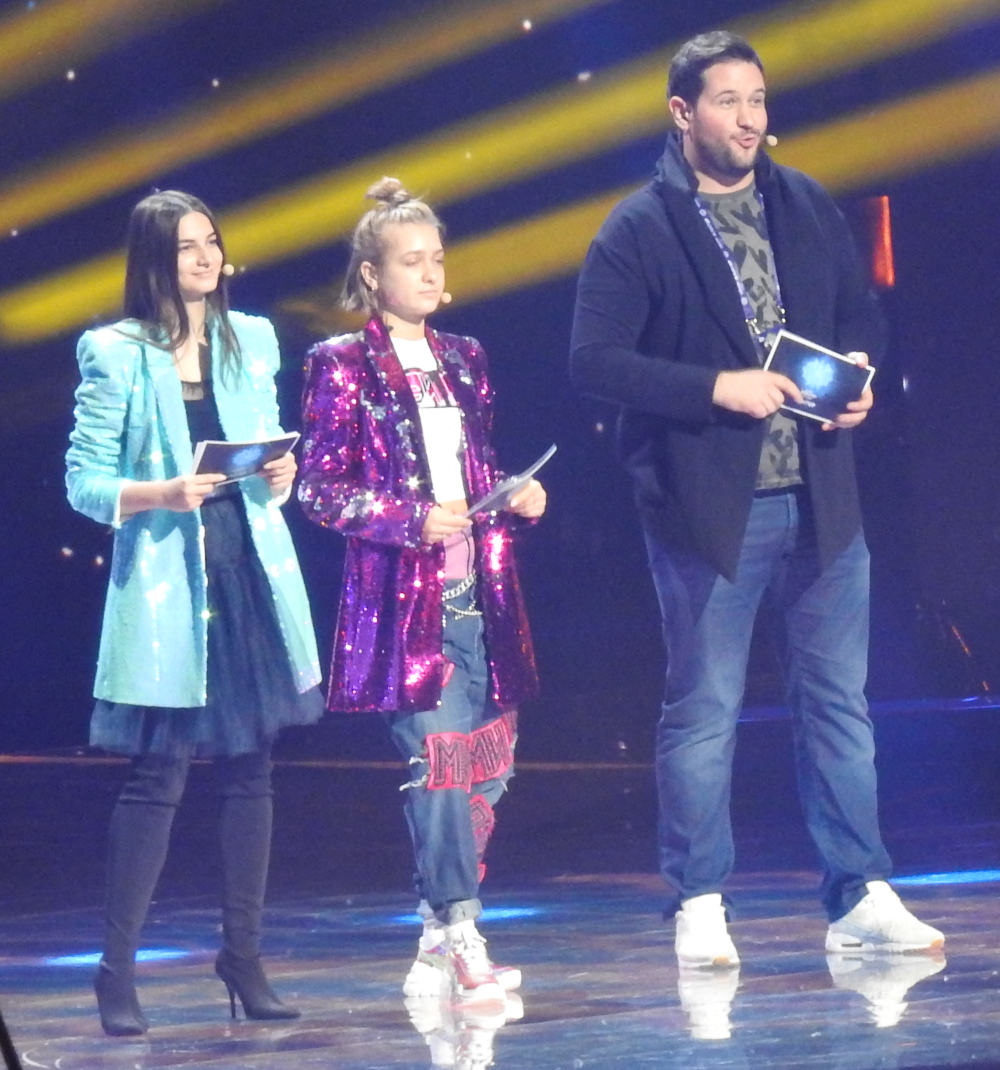
Hôtes 2018 : Helena Meraai, Zinaida Kupriyanovich et Evgeny Perlin lors d'une répétition générale
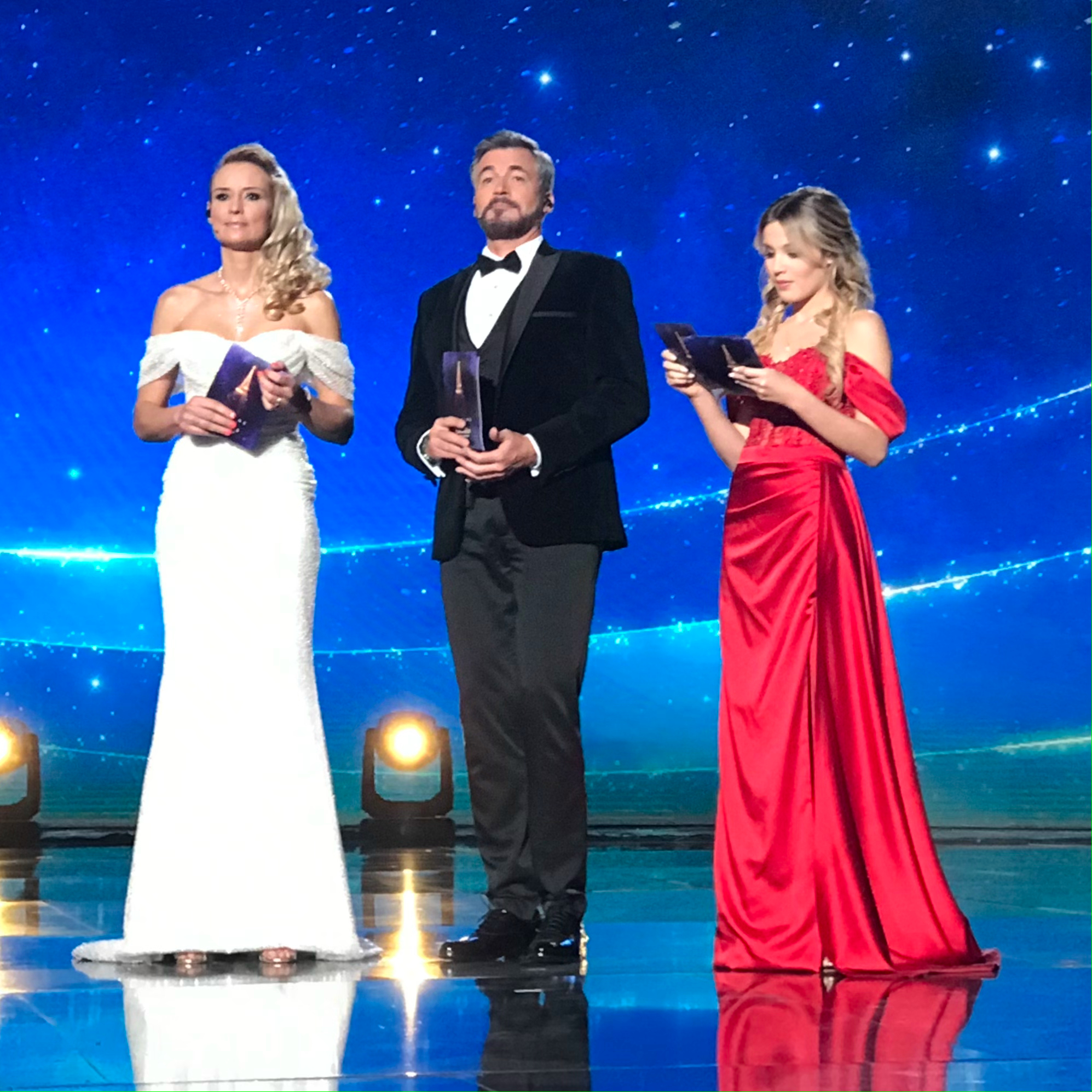
Hôtes 2021 : Élodie Gossuin, Olivier Minne et Carla Lazzari au concours